# Meindert Wiardi Beckman
Meindert Wiardi Beckman (Amsterdam, 16 januari 1795 - 's-Gravenhage, 8 april 1863) was een Nederlands rechter en conservatief politicus.
Wiardi Beckman was een rechter in het Amsterdamse gerechtshof, gemeenteraadslid in Amsterdam en was in het kabinet-Van der Brugghen ruim een jaar minister voor Hervormde Eredienst. Na zijn kortstondige ministerschap werd hij benoemd tot lid van de Raad van State.
Hij was de overgrootvader van Herman Bernard Wiardi Beckman naar wie de Wiardi Beckman Stichting is vernoemd.